# متحف قصر بيت الدين
يقع متحف قصر بيت الدين (بالإنجليزية: Beiteddine Palace Museum)‏ في الإسطبلات القديمة التي كانت تضم في السابق فرسان وخيول قصر بيت الدين في منطقة بيت الدين في لبنان، ويعرض المتحف مجموعة كبيرة من الفسيفساء البيزنطية أغلبهم يأتون من مدينة جيه الساحلية-البورفيرين القديم-، وترجع النقوش البيزنطية-اليونانية التي تظهر على الفسيفساء إلى القرنين الخامس والسادس الميلادي حيث يتم عرض المزيد من الفسيفساء من مواقع لبنانية مختلفة في حدائق القصر المجاورة.

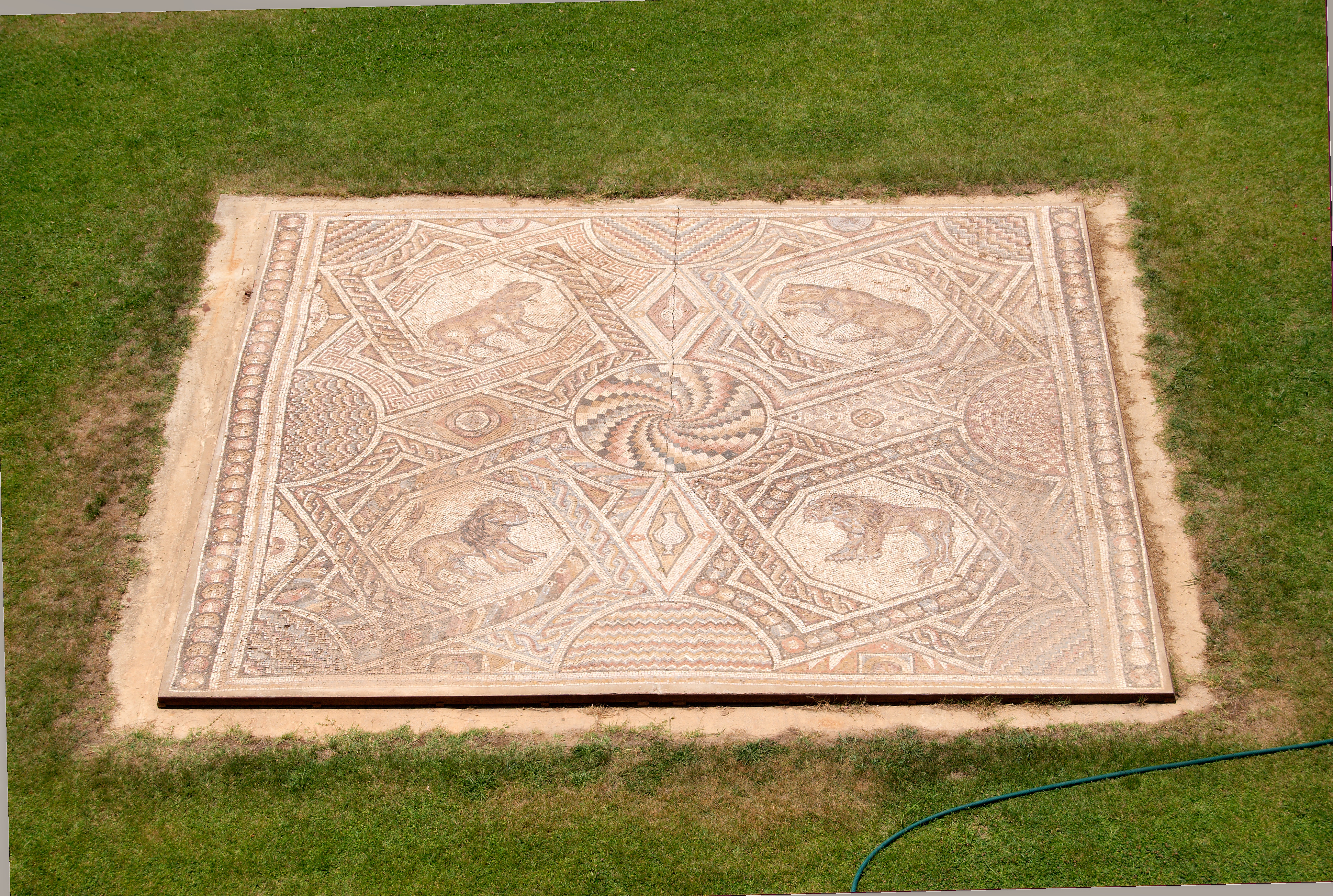
فسيفساء في حديقة القصر
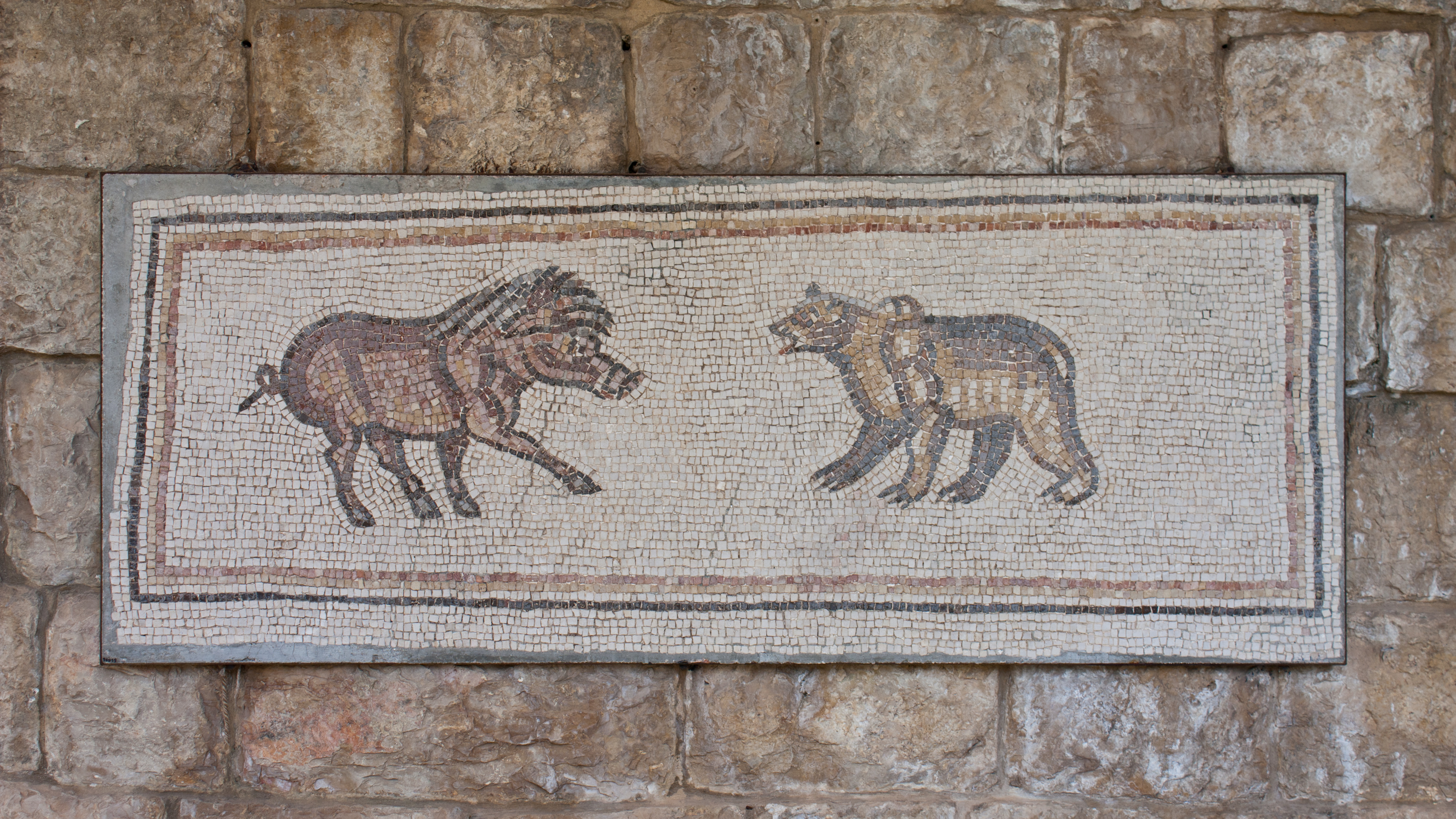
الخنزير البري والدب
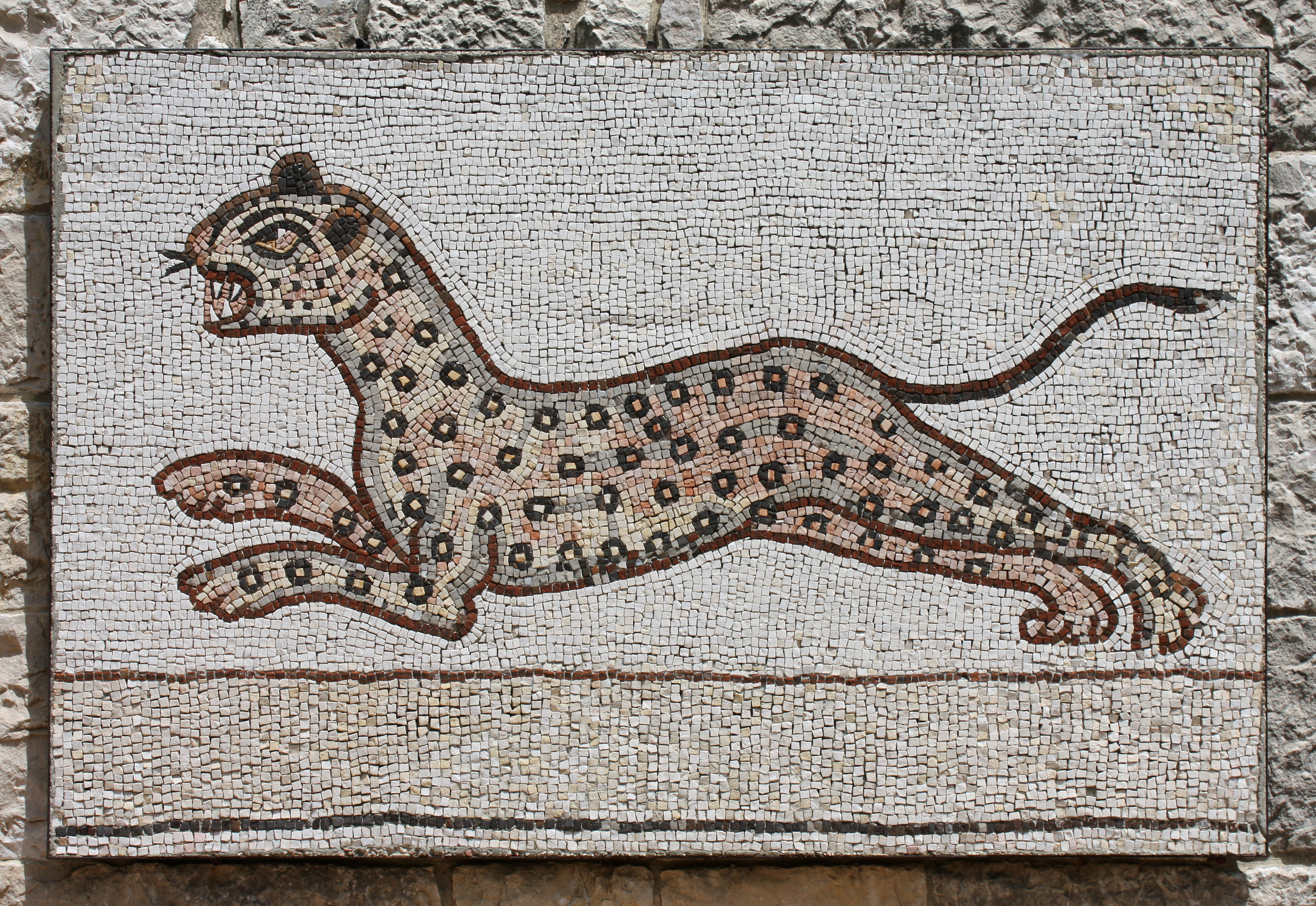
فهد

## تاريخه
في عام 1806 بعدما انتهى الأمير بشير الشهابي الثاني (1788 – 1840) من توطيد حكمه اتجه إلى تعزيز مكانته بالأبهة ومظاهر الفخامة، فبنى قصرًا على هضبة بيت الدين القريبة من دير القمر (750 م عن سطح البحر) ثم ما لبث ان نقل اليه مقرّ الحكم – وما زال القصر والقناة التي بنيت بين 1812 و1815 لجر المياه إليه من ينابيع نهر الصفا ينطقان إلى اليوم بنشاط الأمير في مجال العمران.
بقي قصر بيت الدين مقرا للإمارة حتى سنة 1840 وهي السنة التي نفي فيها الأمير بشير إلى مالطا في إسطنبول حيث مات سنة 1850، وبعد إلغاء الامارة وقيام نظام القائمقاميتين سنة 1842، ثم «المتصرفية» بعد حوادث 1860، وقد ابتاع المتصرف داوود باشا الأرمني للحكومة اللبنانية قصر بيت الدين من آل شهاب وجعل منه مقرًا صيفيًا للمتصرفين الذين تعاقبوا بين العامين 1864 و1915.
وفي عهد الانتداب الفرنسي (1920 – 1943) وبعد إعلان الجمهورية اللبنانية سنة 1926 بدأت في القصر أعمال ترميم واسعة النطاق بهدف إعادته إلى رونقه الاوّل.
صُنِّف القصر عام 1934 بناءً تاريخيًا وأُدخل  في لائحة الجرد العام للأبنية التاريخية والاثرية.
في بداية عهد الاستقلال سنة 1943 أصبح القصر المقّر الصيفي الرسمي لرئاسة الجمهورية، وكان أول من سكنه رئيس الاستقلال الشيخ بشاره خليل الخوري، الذي سهر أيضًا على ترميم أجنحة القصر (السلملك والحرملك) وعبّد ساحاته والطرق المؤدية اليه.

## أقسام القصر
يقسم قصر بيت الدين إلى أربعة أقسام:
- دار البرّانية: وتضم الغرف العامة.
- الدار الوسطى: تشكل وسط القصر.
- دار الحريم: يضم الغرف الخاصة.
- الحمام: ويضم دار البرانية، ومتحفاً افتتح في عام 1991، وهو يحتوي على وثائق وصور خاصة بالزعيم الدرزي الراحل كمال جنبلاط.
- كما يتخلله الميدان الذي يضم «المضافة»، وهو القسم الخاص بالضيوف والذي كانت طبقته الارضية تستعمل كإسطبل.[3]

### دار البرَّانية
تضُم الغرف العامة.

### الدار الوسطى
تقع في غرب الميدان حيث ينتصب تمثال لكمال جنبلاط، يضم هذا القسم غرف شيوخ آل حمادة الذين كانوا يتولون حراسة القصر، ومن جهة أخرى نجد مكاتب خاصة بالوزراء، نلج منها إلى باحة تنتشر في أرجائها أحواض الماء الرخامية وتزينها القناطر من جميع الجهات، وتحمل إحدى القاعات اسم الوزير بطرس كرامة، أما القاعة الواقعة في جنوب غرب الباحة فتطل على الوادي وهي بذلك تجسد أبرز تقليد من تقاليد الهندسة اللبنانية، وتجدر الإشارة إلى ان القاعات المحيطة بالباحة ذات شرفات تعرف بالـ«مندلون» الذي يعتبر أحد ابرز معالم الهندسة اللبنانية، كما تزينها لوحات فسيفساء ولوحات من الخط العربي.

### دار الحريم
يقع قسم دار الحريم في شمال غرب الباحة، ويعتبر باب هذا القسم من أجمل الأبواب الاثرية في الهندسة الشرقية، واللافت في هذا القسم أن القبة في إحدى الغرف الجانبية (خلف القاعة الكبرى) تستند إلى عمود واحد فقط مما جعلها تحمل اسم «غرفة العمود».

### الحمام
يقع الحمام في قصر بيت الدين في اقصى شمال دار الحريم، ويعتبر تحفة أثرية ومن أجمل تحف العالم العربي، وبحسب التقاليد الرومانية فالحمام يتضمن قاعة باردة تستعمل بمثابة «غرفة ملابس» تليها «القاعة الفاترة» الخاصة بالتدليك ومن ثم «القاعة الساخنة» الخاصة بالاستحمام، وتأتي أرضية الحمامات من القرميد، وتطل الحمامات على حديقة وضع فيها تابوت الست شمس الزوجة الأولى للأمير بشير.

### دار المضافة
يحتوي هذا القسم على قطع قيّمة؛ اذ نجد مجموعة من الفخاريات العائدة إلى العصرين البرونزي والحديدي وأكواب من العصر الروماني ومجوهرات بالإضافة إلى نواميس رومانية من الرصاص وفخاريات اسلامية، وتعرض في صالة أخرى ألبسة تعود إلى الحقبة الإقطاعية ومجموعة من الأسلحة القيمة القديمة والحديثة.